# ブルース・オズボーン
ブルース・オズボーン（Bruce Osborn、1950年 - ）は、アメリカ合衆国出身の写真家。1980年に来日し日本での本格的活動を開始。ライフワークの「親子」シリーズが有名。

## 経歴
1950年、ロサンゼルス生まれ。University of the Pacificで現代美術を学び卒業。L.A. Art Center College of Designでコマーシャル写真を専攻。20代半ばより音楽情報誌「Phonograph Record Magazine」で仕事をスタート。1980年、写真展「LA Fantasies」をきっかけに来日。テレビCF、広告写真、音楽CD、インターネットムービーなど多岐にわたる分野で活躍。1982年よりライフワークである「親子」シリーズを手がけ、2016年までに6,500組以上を撮影。1984年、外国人特派員クラブにてはじめての「親子」写真展を開催。その後も代官山ヒルサイドテラス、山梨県立美術館、大阪キリンプラザ、横浜ランドマークタワー、大崎のステーションギャラリー、金沢21世紀美術館、愛・地球博園内愛知県児童総合センター、オリンパスギャラリー、和光ホールなど各地で多数の「親子写真展」を行う。2002年、映像と音楽のユニット「Futon Logic」を結成し国内外でライブ活動。2003年より妻でありプロデューサーである井上佳子と共に7月第4日曜日を「親子の日」と提唱。翌年「親子の日普及推進委員会」を発足、さまざまな活動を行っている。2010年、International Photography Awards プロフェッショナル部門入賞。2017年、「親子の日」の活動への評価を得て、東久邇宮文化褒賞を受賞。